# Winnebago (Illinois)
Pour les articles homonymes, voir Winnebago.
Winnebago est un village situé au centre du comté de Winnebago,  dans l'Illinois, aux États-Unis,. Il est incorporé le 30 mars 1878.

## Démographie
Lors du recensement de 2010, le village comptait une population de 3 101 habitants. Elle est estimée, en 2016, à 3 002 habitants.

### Source de la traduction
- (en) Cet article est partiellement ou en totalité issu de l’article de Wikipédia en anglais intitulé « Winnebago, Illinois » (voir la liste des auteurs).